# Million Dollar: Happiness
Million Dollar: Happiness — четвёртый студийный альбом российского рэп-исполнителя и музыканта Моргенштерна, выпущенный 21 мая 2021 года на лейбле Atlantic Records Russia. Альбому предшествовал сингл «Show», который вышел 17 мая 2021 года.
Альбом является началом дилогии «Million Dollar». Его логическое продолжение — альбом Million Dollar: Business.

## Описание

### Мнения и рецензии
Как считают некоторые издания, название альбома Million Dollar: Happiness является отсылкой к пластинке рэпера Pharaoh — Million Dollar Depression.
Meduza отмечает, что песен в альбоме меньше тринадцати: в одной из них артист рыгает в течение 40 секунд; несколько треков являются скитами, один из которых — лишь белый шум. В остальных треках артист хвастается деньгами, перепевает «Забирай меня скорей» группы «Руки Вверх!» и признается в любви президенту России: «В свое сердце я впускаю лучших — там деньги, мама и Владимир Путин».
The Flow делает акцент на том, что альбом вышел в день рождения рэпера Олега «Kizaru» Нечипоренко, с которым у Моргенштерна давний конфликт. К альбому также были приурочены официальные стикеры ВКонтакте, на рисунках которых изображён сам Kizaru, а сами они названы язвительным диминутивом «Кизяка». В ответ на это Олег собрался изъять все свои треки из VK, о чём сообщил знакомый с ситуацией источник.

### Дилогия
Неделей позже, 28 мая 2021 года, вышел альбом Million Dollar: Business. Он является логическим продолжением дилогии «Million Dollar», началом которой стал альбом Million Dollar: Happiness.

## Рейтинги
| Год  | Издатель  | Рейтинг           | Позиция | Прим.  |
| ---- | --------- | ----------------- | ------- | ------ |
| 2021 | ВКонтакте | Топ альбомов года | 8       | [ 12 ] |

## Коммерческий успех
Ещё до выхода пластинки Моргенштерн получил предоплату в размере одного миллиона долларов от лейбла Atlantic Records Russia.
Альбом набрал миллион прослушиваний ВКонтакте спустя 15 минут после релиза.

## Список композиций
Адаптировано под Apple Music и ВКонтакте.
| №                   | Название                                                              | Автор(ы)                                                         | Продюсер                  | Длительность |
| ------------------- | --------------------------------------------------------------------- | ---------------------------------------------------------------- | ------------------------- | ------------ |
| 1.                  | «Show»                                                                | Алишер Моргенштерн Алишер Абдулкаримов                           | Leezey Marlow Beats       | 1:38         |
| 2.                  | «Бебебе»                                                              | Алишер Моргенштерн Александр Мерзляков Олег Бекназаров           | Diamond Style             | 2:08         |
| 3.                  | «Искусство за 90900 (Скит)»                                           | Алишер Моргенштерн                                               | Моргенштерн               | 0:40         |
| 4.                  | «Ретро рейв»                                                          | Алишер Моргенштерн Алексей Потехин Сергей Жуков Александр Марков | Gredy                     | 2:47         |
| 5.                  | «No Mo Luv»                                                           | Алишер Моргенштерн Александр Марков                              | Gredy                     | 2:18         |
| 6.                  | «Слава вернись» (Interlude)                                           | Алишер Моргенштерн                                               | Моргенштерн               | 2:15         |
| 7.                  | «Скит от Славы»                                                       | Алишер Моргенштерн Артём Готлиб                                  | Моргенштерн, Slava Marlow | 1:03         |
| 8.                  | «Последний бит от Славы»                                              | Алишер Моргенштерн Артём Готлиб                                  | Slava Marlow              | 1:17         |
| 9.                  | «Скит заблокирован. Слив в телеге» (ранее — «Скит от первого канала») | Алишер Моргенштерн                                               | Моргенштерн               | 0:20         |
| 10.                 | «Чёрный бумер»                                                        | Алишер Моргенштерн Александр Марков Максим Постоев               | Gredy Baggo               | 2:38         |
| 11.                 | «Ты ослеп»                                                            | Алишер Моргенштерн Игорь Власов                                  | XWinner                   | 2:06         |
| 12.                 | «Можно сфоткаться?»                                                   | Алишер Моргенштерн Игорь Негуляев                                | Pretty Scream             | 1:05         |
| 13.                 | «Pablo»                                                               | Алишер Моргенштерн Гаррингтон Спенс                              | Gerard                    | 1:53         |
| Общая длительность: | Общая длительность:                                                   | Общая длительность:                                              | Общая длительность:       | 22:08        |